# Wolfgang Pausinger
 Wolfgang Pausinger (* nach 1400; † 1475 in Niederaltaich) war ein  Benediktiner und von 1466 bis 1475 Abt der Abtei Niederaltaich.
Nach der Resignation von Abt Peter II., der an den Auseinandersetzungen mit den Degenbergern gescheitert war, wurde 1466 der bisherige Propst von Kloster Rinchnach, Wolfgang Pausinger, zum Abt von Niederaltaich gewählt. Seine Amtszeit fiel in eine kriegerische Zeit. Noch in seinem Wahljahr 1466 rüstete er ein Kontingent von 26 Soldaten für Herzog Ludwig IX. aus, sowie nochmals zehn Soldaten im darauffolgenden Jahr. Im Böcklerkrieg von 1468/69, den Herzog Albrecht IV. gegen einige im „Böcklerbund“ unter Führung des Hans und Gerwolf von Degenberg vereinigte Ritter führte, hielt sich Niederaltaich auf Seiten des Herzogs. In den Auseinandersetzungen wurde namentlich Kloster Rinchnach stark in Mitleidenschaft gezogen. Im Verlaufe der Kriegshandlungen wurde der Markt Zwiesel, der dahin der Abtei gehört hatte und von den Degenbergern besetzt wurde, vom Herzog zurückerobert und erst 1472 in einem Vergleich teilweise der Abtei restituiert.
Zur Umsetzung der Bestimmungen der Melker Klosterreform wurde unter Abt Pausinger 1468 der Prior des Stifts Mondsee, Hieronymus de Werdea, nach Niederaltaich berufen, ohne aber einen größeren Erfolg verzeichnen zu können. Er starb 1473 in  Niederaltaich an der Pest.